# IX ФЦИ група - Пси за пратњу и разоноду
У овој групи се налази двадесет и пет званично признатих раса и једна условно призната раса. У питању су расе које су обично узгајане на краљевским дворовима широм света и служиле су као пси за пратњу тадашњој аристократији. Исту улогу имају донекле и данас.

## Секција 1:Бишони и сродне расе

### Подсекција 1.1: Бишони
- 1. Централно Средоземље
  - Малтезер
- 2. Западно Средоземље
  - Хавански бишон
- 3. Белгија/Француска
  - Коврџави бишон
- 4. Италија
  - Болоњски пас

### Подсекција 1.2: Тулеарски пас
- 1. Мадагаскар
  - Тулеарски пас

### Подсекција 1.3: Мали лављи пас
- 1. Француска
  - Мали лављи пас

## Секција 2:Пудле
- 1. Француска
  - Пудла
    - а) Велика
    - б) Средња
    - в) Патуљаста
    - г) Минијатурна (Toy)

## Секција 3:Мали белгијски пси

### Подсекција 3.1: Грифони
- 1. Белгија
  - Белгијски грифон
  - Бриселски грифон

### Подсекција 3.2: Мали Брабансон
- 1. Белгија
  - Мали брабански грифон

## Секција 4:Голокожи пси
- 1. Кина
  - Кинески ћубасти пас
    - а) Голокожи
    - б) Са длаком

## Секција 5:Пси са Тибета
- 1. Тибет
  - Ласа апсо
  - Ши - цу
  - Тибетски шпанијел
  - Тибетански теријер

## Секција 6:Чиваве
- 1. Мексико
  - Чивава
    - а) Краткодлака
    - б) Дугодлака

## Секција 7:Енглески шпанијели за друштво
- 1. Велика Британија
  - Кавалирски шпанијел краља Чарлса
  - Шпанијел краља Чарлса

## Секција 8:Јапански чиниПекинезер
- 1. Кина
  - Пекинезер
  - Јапански чин

## Секција 9:Континентални патуљасти шпанијели
- 1. Француска
  - Патуљасти континентални шпанијел
    - а) Папињон са усправним ушима
    - б) Фален са опуштеним ушима

## Секција 10:Кромфолендери
- 1. Немачка
  - Кромфолендер

## Секција 11:Мали молосоиди
- 1. Велика Британија
  - Француски булдог
- 2. Кина
  - Мопс
- 3. Сједињене Америчке Државе
  - Бостон теријер

## Условно признате расе IX групе
Расе које су условно признате не могу да конкуришу за CACIB на међународним изложбама.

### Секција 9: Континентални патуљасти шпанијели
- 1. Русија
  - Руски патуљасти пас